# 毛尖蘚
毛尖蘚（学名：Cirriphyllum piliferum）为青蘚科毛尖蘚屬下的一个种。